# Optal
Optal ist heute eine Wortmarke, die für eine Vielzahl von Produkten verwendet wurde und wird, so beispielsweise für optische Apparate, Brillenetuis und Kittpech. Insbesondere in histologischen Labors Ostdeutschlands wurde und wird der Begriff Optal oft synonym zu 1-Propanol verwendet. Der Grund dafür ist, dass Optal in der DDR ein Warenzeichen der Leuna-Werke für Desinfektionsmittel war, die ausschließlich aus 1-Propanol bestanden. Diese seit 1954 bestehende Wortmarke für Desinfektionsmittel ging 1998 auf den derzeitigen Inhaber (Dr. Gerhard Mann Chemisch-pharmazeutische Fabrik GmbH in Berlin) über und wurde von diesem 2010 bis 2019 verlängert. Damit steht nicht fest, ob weitere Desinfektionsmittel mit diesem Namen ebenfalls ausschließlich aus 1-Propanol bestehen. Darüber hinaus ist Optal seit 1965 bis heute eine Wortmarke der Henkel AG für Klebstoffe für die Verpackungsindustrie.